# Sojuz T-6
Sojuz T-6 byla sovětská kosmická loď řady Sojuz, která v roce 1982 letěla k orbitální stanici Saljut 7. Na palubě lodi ke stanici přiletěli členové první sovětsko-francouzské posádky Vladimir Džanibekov, Alexandr Ivančenkov a Jean-Loup Chrétien.
Členové posádky Sojuzu T-6 pracovali na připravených experimentech na kosmické stanici a po týdnu úspěšně přistáli 2. července 1982 v Kazachstánu.

## Posádka

### Členové návštěvní posádky Saljutu 7
- Vladimir Džanibekov (3), velitel, CPK
- Alexandr Ivančenkov (2), palubní inženýr, RKK Eněrgija
- Jean-Loup Chrétien (1), kosmonaut-výzkumník, CNES Francie

V závorkách je uveden dosavadní počet letů do vesmíru včetně této mise.

### Záložní posádka
- Leonid Kizim, velitel
- Vladimir Solovjov, palubní inženýr
- Patrick Baudry, kosmonaut-výzkumník

## Průběh letu

### Start a spojení se stanicí
Start lodi proběhl 24. června 1982 v 16:29:48 UTC z kosmodromu Bajkonur v Kazašské SSR. Sojuz T-6 se dostal na oběžnou dráhu a po samostatném letu a několika úpravách dráhy se přiblížil ke kosmické stanici. Přibližovací manévr řídil palubní počítač Sojuzu, ve vzdálenosti 900 m od stanice kvůli problémům s automatickým naváděcím systémem převzal ruční řízení Džanibekov a úspěšně spojil Sojuz 25. června 1982 v 17:46 UTC se zadním spojovacím uzlem Saljutu 7. Po kontrole hermetičnosti spojení posádka přestoupila do stanice, kde se setkala se členy základní posádky Anatolijem Berezovojem a Valentinem Lebeděvem.

### Experimenty
Pro misi Sojuz T-6 připravili vědci řadu experimentů:
- Lékařské experimenty
  - DS 1 – ultrazvukové měření rychlosti proudění krve do mozku
  - ECHOGRAFIE – měření změn základních parametrů srdeční činnosti
  - POSTURE – sledování změn orientace a polohy v důsledku vizuální stimulace při pohybu a v klidu
- Biologické experimenty
  - CYTOS 2 – sledování vlivu antibiotik na různé bakterie v podmínkách stavu beztíže
  - BIOBLOC 5 – studium vlivu těžkých iontů kosmického záření na živé organizmy
- Technologické experimenty ELMA (Elaboration de Materiaux dans l'Espace)
  - tepelná kalibrace sovětské pece KRISTALL
  - DIFFUSION – měření rychlosti rozpouštění tuhé slitiny ve vlastní tavenině
  - výroba slitiny hliníku a iridia, tedy prvků, které se na Zemi nemísí
- Astrofyzikální experimenty
  - PIRAMIG – studium atmosféry, meziplanetární hmoty a slabých galaxií ve viditelném a blízkém infračerveném oboru
  - PCN (Photographie du Ciel Nocturne) – snímkování světel noční oblohy
  - SIRÉNE – registrace rentgenového záření galaktických a extragalaktických zdrojů
  - zkoušky aparatury pro zvýšení rozlišovací schopnosti pozorování gama záření z kosmu

### Přistání
Dne 1. července 1982 byl v rámci testů kosmické lodě Sojuz T-6 zkušebně zapálen na 69 s manévrovací motor, čímž došlo ke zvýšení oběžné dráhy orbitálního komplexu. Následujícího dne kosmonauti Džanibekov, Ivančenkov a Chrétien přestoupili na palubu Sojuzu, uzavřeli průlezy a po kontrole hermetičnosti oddělili v 11:04 UTC Sojuz od Saljutu 7. Po zahájení brzdícího manévru a odhození obytné a přístrojové sekce vstoupila loď ve výšce 100 km ve 13:57 UTC do atmosféry a bez problémů přistála 2. července 1982 ve 14:21:10 UTC na území Kazachstánu 65 km severovýchodně od města Arkalyk.